# Rosi Eichenlaub
Rosi Eichenlaub (* 16. Juli 1958) ist eine ehemalige deutsche Fußballspielerin, die auch für die A-Nationalmannschaft zum Einsatz gekommen ist.

## Spielerkarriere

### Vereine
Bereits im Alter von fünf Jahren spielte Eichenlaub mit ihren Cousins Fußball. Auf Vereinsebene begann sie mit zehn Jahren in der Mädchenmannschaft in Insheim mit dem Fußballspielen. 1971 gehörte sie der Ersten Mannschaft der Insheimer Frauenmannschaft an, die ihre Spiele innerhalb der Verbandsgemeinde Herxheim bestritt. Nachdem die Mannschaft mit Saisonbeginn 1972/73 am Rundenspielbetrieb teilgenommen und den vorletzten Platz belegt hatte, folgten vier Spielzeiten in Folge, in denen die Mannschaft jeweils Zweiter der Meisterschaft wurde – nicht zuletzt durch die Verstärkungen aus dem benachbarten Herxheim, u. a. mit Beate Mayer und mit ihr.
Ihre 1975 in Freiburg im Breisgau begonnene Ausbildung zur Speditionskauffrau führte dazu, dass sie sich zwei Jahre später dem SC Freiburg anschloss und mit der Mannschaft in den Jahren 1977 und 1978 jeweils bis ins Viertelfinale der deutschen Meisterschaft vordrang. Beim Aufeinandertreffen mit den jeweiligen Meistermannschaften der übrigen Landesverbände blieb die Begegnung mit dem FC Bayern München nicht aus; dieser verpflichtete sie zur Spielzeit 1979/80. Mit den Bayern, für die sie bis 1985 aktiv gewesen ist, erreichte sie 1982 und 1985 das Finale um die deutsche Meisterschaft, das jedoch in beiden Jahren – gegen die SSG 09 Bergisch Gladbach mit 0:6 deutlich, gegen den KBC Duisburg mit 0:1 knapp – verloren wurde. Nach sechsjähriger Zugehörigkeit zum FC Bayern München wechselte sie zur SSG 09 Bergisch Gladbach und kehrte 1987 nach Herxheim zurück. Für den Sportverein spielte sie noch zwei Jahre, bevor sie im Alter von 31 Jahren ihre aktive Laufbahn im Leistungsfußball beendete.

### Auswahl-/Nationalmannschaft
Als Spielerin der Auswahlmannschaft des Bayerischen Fußball-Verbandes gewann sie zudem das Finale um den Länderpokal, der am 17. April 1983 in Grünberg gegen die Auswahlmannschaft des Hessischen Fußball-Verbandes mit 4:3 im Elfmeterschießen errungen wurde.
Zwei Jahre war Eichenlaub für die A-Nationalmannschaft aktiv. Ihr Länderspieldebüt gab sie am 19. März 1983 in Venray im Qualifikationsspiel für die (erste) Europameisterschaft der Frauen 1984 gegen die Nationalmannschaft der Niederlande. Beim 2:2-Unentschieden wurde sie in der 63. Minute für Silvia Neid eingewechselt. Ihr erstes von vier Länderspieltoren erzielte sie am 7. September 1983 beim 2:0-Sieg im Testspiel gegen die Schweizer Nationalmannschaft mit dem Treffer zum Endstand in der 28. Minute. Ihr letztes Länderspiel für den DFB bestritt sie am 5. Oktober 1985 in Turku bei der 0:1-Niederlage im Qualifikationsspiel für die Europameisterschaft 1987 gegen die Finnische Nationalmannschaft.

## Trainerkarriere
Die für kurze Zeit ab 1987 bestehende Mädchenmannschaft – mangels Spielerinnen – und der Engpass bei den Frauen, der zur Einstellung des Spielbetriebes nach der Saison 1995/96 führte, wurde von Eichenlaub 1995 wieder ins Leben gerufen, die damit den Grundstein für die weitere Entwicklung und die erneute Gründung einer Frauenmannschaft nach sechs Jahren legte.
Nicht nur als Trainerin der Mädchenmannschaft, die sie wenig später aus beruflichen Gründen an die ehemalige Mit- und Bundesligaspielerin Beate Mayer (Deutscher Meister 1993 mit dem TuS Niederkirchen) übergab, hatte Eichenlaub den Mädchen- und Frauenfußball in Herxheim wesentlich mitgeprägt und unterstützt.

## Sonstiges
Seit 2004 leitet Rosi Eichenlaub eine eigene Logistikfirma im pfälzischen Rohrbach.